# Nguyễn Đăng Bình
Nguyễn Đăng Bình (sinh ngày 8 tháng 5 năm 1978) là một chính trị gia người Việt Nam. Ông hiện là Phó Bí thư Tỉnh ủy Bắc Kạn, Bí thư Ban Cán sự Đảng, Chủ tịch Ủy ban nhân dân tỉnh Bắc Kạn. Ông từng giữ chức vụ Phó Chánh Văn phòng Trung ương Đảng Cộng sản Việt Nam.

## Xuất thân và giáo dục
Nguyễn Đăng Bình sinh ngày 8 tháng 5 năm 1978 tại xã Xuân Canh, huyện Đông Anh, Thành phố Hà Nội. Từ năm 1996 đến năm 2000, ông theo học tại trường Đại học Kinh tế Quốc dân, tham gia hoạt động phong trào Đoàn Thanh niên. Sau đó, ông được cử theo học tại Nhật Bản, chuyên ngành Kinh tế. Ông có học vị Tiến sĩ kinh tế, chuyên ngành Kinh tế phát triển và Cao cấp lý luận chính trị. Ngoài ra, ông từng có nhiều năm làm việc, nghiên cứu, phục vụ và phối hợp công tác với một số cơ quan Trung ương, Quốc hội, Chính phủ, tổ chức chính trị - xã hội, ban, bộ, ngành, địa phương. Ông đã qua lớp bồi dưỡng dự nguồn cán bộ cao cấp của Đảng.

## Sự nghiệp
Ông từng công tác tại Bộ Kế hoạch và Đầu tư, Văn phòng Trung ương Đảng.

### Bộ Kế hoạch và Đầu tư
Từ tháng 7 năm 2002 đến tháng 7 năm 2009, ông là chuyên viên Vụ Tổng hợp Kinh tế quốc dân, Bộ Kế hoạch và Đầu tư; kiêm Bí thư Đoàn Thanh niên Bộ Kế hoạch và Đầu tư (từ tháng 1/2006 - 6/2010), Uỷ viên Ban Chấp hành Đảng bộ cơ quan (từ tháng 11/2007 - 7/2010).
Từ tháng 7 năm 2009 đến tháng 11 năm 2009, ông giữ chức Trưởng phòng Cân đối và Dự báo, Vụ Tổng hợp Kinh tế quốc dân, Bộ Kế hoạch và Đầu tư.
Từ tháng 11 năm 2009 đến tháng 4 năm 2013, ông giữ chức Phó Vụ trưởng Vụ Tổng hợp Kinh tế quốc dân, Bộ Kế hoạch và Đầu tư.
Từ tháng 4 đến tháng 5 năm 2013, ông được bổ nhiệm giữ chức Hàm Vụ trưởng Vụ Tổng hợp Kinh tế quốc dân, Bộ Kế hoạch và Đầu tư.

### Văn phòng Trung ương Đảng
Từ tháng 6 năm 2013 đến tháng 9 năm 2016, ông chuyển công tác sang Văn phòng Trung ương Đảng và được bổ nhiệm giữ chức Hàm Vụ trưởng Vụ Tổng hợp, Văn phòng Trung ương Đảng Cộng sản Việt Nam.
Từ tháng 9 năm 2016 đến tháng 4 năm 2020, ông được bổ nhiệm giữ chức Vụ trưởng, Thư ký Bí thư Trung ương Đảng - Chánh Văn phòng Trung ương Đảng Cộng sản Việt Nam; kiêm Uỷ viên Ban Chấp hành Đảng bộ Văn phòng Trung ương Đảng (từ tháng 8/2019 - 9/2020). Trong giai đoạn này, ông công tác hỗ trợ Chánh Văn phòng Trung ương Đảng Cộng sản Việt Nam Nguyễn Văn Nên (nay là Ủy viên Bộ Chính trị, Bí thư Thành ủy Thành phố Hồ Chí Minh).
Tháng 4 năm 2020, ông được Ban Bí thư Trung ương Đảng bổ nhiệm giữ chức vụ Phó Chánh Văn phòng Trung ương Đảng Cộng sản Việt Nam, trực tiếp hỗ trợ công việc cho Bộ Chính trị, Ban Bí thư Trung ương Đảng.

### Địa phương
Ngày 08 tháng 9 năm 2021, tại trụ sở Tỉnh ủy Bắc Kạn diễn ra Hội nghị công bố quyết định của Ban Bí thư Trung ương Đảng về công tác cán bộ. Đồng chí Nguyễn Quang Dương - Ủy viên Ban Chấp hành Trung ương Đảng, Phó Trưởng Ban Tổ chức Trung ương đã công bố Quyết định số 325-QĐNS/TW của Ban Bí thư về việc phân công ông Nguyễn Đăng Bình thôi giữ chức Phó Chánh Văn phòng Trung ương Đảng; điều động, luân chuyển, chỉ định tham gia Ban Chấp hành, Ban Thường vụ và giữ chức Phó Bí thư Tỉnh ủy Bắc Kạn, nhiệm kỳ 2020-2025. Tại kỳ họp thứ tư, Hội đồng nhân dân tỉnh Bắc Kạn khóa X, nhiệm kỳ 2021-2026, ông được bầu làm Chủ tịch Ủy ban nhân dân tỉnh Bắc Kạn nhiệm kỳ 2021-2026 thay cho người tiền nhiệm là ông Nguyễn Long Hải - Ủy viên Dự khuyết Trung ương Đảng do trước đó đã được Bộ Chính trị điều động giữ chức vụ Bí thư Đảng ủy Khối Doanh nghiệp Trung ương. Ngày 14 tháng 9 năm 2021, thay mặt Thủ tướng Chính phủ, Phó Thủ tướng Thường trực Chính phủ Phạm Bình Minh ký ban hành Quyết định 1512/QĐ-TTg ngày 14/9/2021 phê chuẩn kết quả bầu chức vụ Chủ tịch UBND tỉnh Bắc Kạn nhiệm kỳ 2021-2026 đối với ông Nguyễn Đăng Bình, Phó Bí thư Tỉnh ủy Bắc Kạn nhiệm kỳ 2020-2025. Ông là một trong 45 cán bộ Trung ương được Bộ Chính trị Ban Chấp hành Trung ương Đảng Cộng sản Việt Nam và Ban Bí thư Ban Chấp hành Trung ương Đảng Cộng sản Việt Nam luân chuyển về địa phương công tác kể từ sau nhiệm kỳ Đại hội XII của Đảng. Tại thời điểm được chỉ định và bầu, ông là Chủ tịch Ủy ban nhân dân tỉnh trẻ nhất toàn quốc.
Trong giai đoạn này, ông còn kiêm nhiệm các chức vụ khác như Trưởng Ban Chỉ đạo cải cách hành chính tỉnh Bắc Kạn, Trưởng Ban Chỉ đạo về Chuyển đổi số tỉnh Bắc Kạn, Trưởng Ban Chỉ đạo thực hiện các Chương trình mục tiêu quốc gia giai đoạn 2021 - 2025 tỉnh Bắc Kạn.

## Tác phẩm, nghiên cứu

### Các bài báo công bố trên tạp chí khoa học
1. Nguyễn Đăng Bình (2006), "Xóa đói giảm nghèo qua 20 năm đổi mới - Thành tựu và thách thức", Tạp chí Thông tin và Dự báo Kinh tế - Xã hội Quốc gia, số 6, tr. 36-39, Hà Nội.
2. Nguyễn Đăng Bình (2011), "Kinh nghiệm đầu tư và giảm nghèo trên thế giới và liên hệ với Việt Nam", Tạp chí Kinh tế và Dự báo, số 1 (489), tr. 52-54, Hà Nội.
3. Nguyễn Đăng Bình (2011), "Tác động của đầu tư ngoài nhà nước đối với giảm nghèo tại Việt Nam", Tạp chí Thông tin và Dự báo Kinh tế - Xã hội Quốc gia, số 3 (63), tr. 29-33, Hà Nội.
4. Nguyễn Đăng Bình (2011), "Đầu tư phát triển và tăng trưởng kinh tế tại Việt Nam", Tạp chí Kinh tế và Dự báo, số 5 (493), tr. 18-19, 30, Hà Nội.
5. Nguyễn Đăng Bình (2011), "Đầu tư công và giảm đói nghèo ở Việt Nam thời kỳ 2001-2010 và một số giải pháp trong thời gian tới", Tạp chí Quản lý Kinh tế, số 7+8 (42), tr. 3-8, Hà Nội.
6. Nguyễn Đăng Bình (2011), "Ổn định kinh tế vĩ mô xét trong mối quan hệ giữa đầu tư, tăng trưởng, giảm nghèo", Tạp chí Kinh tế và Dự báo, số 11 (509), tr. 22-24, Hà Nội.
7. Nguyễn Đăng Bình (2012), Thanh niên Việt Nam với sự nghiệp phát triển đất nước trong tình hình mới, Tạp chí Kinh tế và Dự báo, số 10 (522), Hà Nội.
8. Nguyễn Đăng Bình (2012), "Đầu tư phát triển tại Việt Nam sau 5 năm gia nhập WTO", Tạp chí Kinh tế và Dự báo, số 19+20 (531+532), tr. 74-77, Hà Nội.
9. Nguyễn Đăng Bình (2013), "Bàn về lạm phát ở Việt Nam", Tạp chí Kinh tế và Dự báo, số 3 (539), tr. 32-35, Hà Nội.
10. Nguyễn Đăng Bình (2016), "Những thách thức và đối sách giữ vững độc lập, tự chủ kinh tế ở nước ta trong tình hình mới", Tạp chí Kinh tế và Dự báo, số 9 (tháng 5/2016), tr. 4-6, Hà Nội.
11. Nguyễn Đăng Bình - Đồng tác giả (2016), "Tạo cơ hội tiếp cận chính sách và dịch vụ an sinh xã hội cho lao động khu vực kinh tế phi chính thức", Tạp chí Kinh tế và Dự báo, số 21 (tháng 9/2016), tr. 31-33, Hà Nội.

### Bài báo công bố trên tạp chí khác
12. Nguyễn Đăng Bình (2011), "Một số giải pháp thu hút và nâng cao hiệu quả đầu tư nước ngoài đến năm 2020", Tạp chí Khu Công nghiệp Việt Nam, số 2 (125/161), tr. 33-35, Hà Nội.

### Báo cáo tại hội thảo khoa học quốc tế
13. Nguyễn Đăng Bình (2011), Chính sách đầu tư công trong bối cảnh chuyển đổi kinh tế - xã hội của Việt Nam, Báo cáo tại Diễn đàn kinh tế Việt Nam - Trung Quốc lần thứ 8 và Đối thoại chính sách kinh tế giữa các nền kinh tế chuyển đổi Châu Á ngày 7-8/6/2011, Hà Nội.

### Đề tài khoa học
14. Nguyễn Đăng Bình - Chủ nhiệm đề tài (2009), Phát huy vai trò của đầu tư công trong xóa đói giảm nghèo tại Việt Nam thời kỳ sau khi gia nhập WTO, Đề tài khoa học cấp Bộ, Hà Nội.
15. Nguyễn Đăng Bình - Chủ nhiệm đề tài (2010), Nghiên cứu mô hình dự báo và cảnh báo ngắn hạn qua mạng nội bộ của Bộ Kế hoạch và Đầu tư, Đề tài khoa học cấp Bộ, Hà Nội.
16. Nguyễn Đăng Bình - Chủ nhiệm đề tài (2014), Phục hồi tăng trưởng kinh tế Việt Nam theo hướng nâng cao chất lượng và phát triển bền vững, Đề tài khoa học cấp Bộ, Hà Nội.
17. Nguyễn Đăng Bình - Chủ nhiệm đề tài (2016), Thực trạng và giải pháp huy động vốn để phát triển kết cấu hạ tầng ở Việt Nam, Đề tài khoa học cấp Văn phòng Trung ương, Hà Nội.
18. Nguyễn Đăng Bình - Chủ nhiệm đề tài (2016), Giữ vững độc lập, tự chủ kinh tế trong bối cảnh hội nhập quốc tế nhằm thực hiện thắng lợi sự nghiệp công nghiệp hóa, hiện đại hóa ở nước ta, Đề tài khoa học cấp Ban Đảng, Hà Nội.

### Luận án tiến sĩ
19. Nguyễn Đăng Bình (2012), Đầu tư phát triển theo hướng tăng trưởng nhanh gắn với giảm nghèo tại Việt Nam trong thời kỳ đến năm 2020, Luận án tiến sĩ kinh tế, chuyên ngành Kinh tế phát triển, Hà Nội.

### Tham gia nghiên cứu
20. Nguyễn Đăng Bình (2008), "Tác động của những thay đổi thể chế do việc Việt Nam trở thành thành viên của WTO đối với khu vực công ", Báo cáo chuyên đề phục vụ xây dựng Báo cáo Đánh giá tác động tổng thể khi Việt Nam trở thành thành viên của WTO đến thay đổi xuất nhập khẩu và thể chế do Dự án hỗ trợ chính sách thương mại đa biên giai đoạn II (MUTRAP II) thực hiện, Hà Nội.
21. Nguyễn Đăng Bình (2010), "Tác động của hội nhập kinh tế quốc tế sau 3 năm Việt Nam gia nhập WTO tới đầu tư và các khuyến nghị chính sách", Báo cáo chuyên đề phục vụ xây dựng Báo cáo Tác động của hội nhập kinh tế quốc tế đối với nền kinh tế sau ba năm Việt Nam gia nhập WTO do Viện Nghiên cứu quản lý kinh tế Trung ương chủ trì biên soạn, Hà Nội.
22. Nguyễn Đăng Bình (2012), "Đánh giá tình hình đầu tư của Việt Nam sau 5 năm gia nhập WTO và các khuyến nghị chính sách", Báo cáo chuyên đề phục vụ xây dựng Báo cáo đánh giá tổng thể tình hình kinh tế - xã hội Việt Nam sau 5 năm gia nhập Tổ chức Thương mại Thế giới do Viện Nghiên cứu quản lý kinh tế Trung ương chủ trì biên soạn, Hà Nội...

### Tham gia các tổ công tác, ban soạn thảo[16]
1. Tham gia Tổ công tác nghiên cứu ổn định vĩ mô của Bộ Kế hoạch và Đầu tư (QĐ 579/QĐ-BKHĐT ngày 04/5/2011 của Bộ trưởng Bộ Kế hoạch và Đầu tư)
2. Tham gia Ban soạn thảo Đề án "Tăng cường nâng cao chất lượng công tác dự báo về những lĩnh vực KT-XH, QP, AN, ĐN ở tầm vĩ mô để tham mưu cho các cơ quan hoạch định chính sách của Đảng và Nhà nước" (QĐ 586/QĐ-BKH ngày 26/4/2010 của Bộ trưởng Bộ Kế hoạch và Đầu tư)
3. Tham gia Ban biên tập xây dựng Đề án "Nghiên cứu xu hướng đầu tư của một số đối tác chiến lược đối với Việt Nam" (QĐ1615/QĐ-BKH ngày 07/10/2010 của Bộ trưởng Bộ Kế hoạch và Đầu tư)
4. Tham gia Ban Tổ chức thực hiện gian trưng bày của Bộ Kế hoạch và Đầu tư tại "Triển lãm thành tựu kinh tế - xã hội Việt Nam và Thăng Long - Hà Nội 2010" (QĐ 1199/QĐ-BKH ngày 21/7/2010 của Bộ trưởng Bộ Kế hoạch và Đầu tư)
5. Tham gia Ban soạn thảo Chính sách phổ biến thông tin thống kê (QĐ628/QĐ-BKHĐT ngày 21/5/2012 của Bộ trưởng Bộ Kế hoạch và Đầu tư)

### Tham gia các Hội đồng nghiệm thu, Hội đồng chấm luận văn Thạc sĩ, Tiến sĩ

#### 1. Tham gia hội đồng nghiệm thu Đề án
- Nghiệm thu cấp cơ sở Đề án "Xây dựng mô hình phân tích và dự báo kinh tế dài hạn phục vụ công tác nghiên cứu chiến lược, quy hoạch và kế hoạch phát triển kinh tế - xã hội"

#### 2. Tham gia Hội đồng nghiệm thu các đề tài khoa học cấp Bộ, Tập đoàn và cấp cơ sở khác
- Đề tài cấp Bộ về phân cấp đầu tư của Viện Nghiên cứu Quản lý Kinh tế Trung ương
- Đề tài cấp Bộ về phân cấp quản lý ngân sách của Vụ Tài chính Tiền tệ, Bộ Kế hoạch và Đầu tư
- Các đề tài, đề án cấp Bộ và cấp cơ sở của Trung tâm Thông tin và Dự báo Kinh tế - Xã hội Quốc gia
- Đề tài cấp cơ sở của Học viện Chính sách và Phát triển
- Đề tài về kế hoạch 5 năm 2011-2015 của Tập đoàn Bưu chính Viễn thông Việt Nam.
- Một số đề tài khoa học của Văn phòng Trung ương Đảng, Bộ Kế hoạch và Đầu tư...

#### 3. Tham gia các hội đồng chấm luận văn thạc sĩ, tiến sĩ
- Trường Đại học Kinh tế Quốc dân
- Viện Chiến lược phát triển
- Học viện Chính trị khu vực I